# Manliffe Goodbody
Manliff Francis Goodbody (født 20. november 1868 i Dublin, død 24. marts 1916 i den Engelske Kanal) var en irsk tennis- og fodboldspiller. 
Goodbody spillede landskampe for Irlands fodboldlandshold i 1889 og 1891. I 1894 blev han nr. 2 efter Robert Wrenn i U.S. National Championships i tennis og han nåede kvartfinalerne i Wimbledon i 1889 og 1893. Goodbody spillede sig også frem til finalen i Queen's Club Championships i London i 1895.
Goodbody døde under første verdenskrig som passager på SS Sussex, der blev torpederet af en tysk ubåd i den Engelske Kanal den 24. marts 1916.